# Konon (Mythograph)
Konon war ein griechischer Mythograph, der um Christi Geburt lebte.

## Werk
Sein aus fünfzig mythologischen Erzählungen bestehendes Werk Diegeseis ist vor allem in einem Auszug des Photios aus byzantinischer Zeit erhalten (daneben gibt es ein Fragment auf einem Papyrus aus Oxyrhynchos). Laut Photios war Konons Wortschatz attizistisch geprägt, die Wortführung wird als gefällig, der Ausdruck als knapp beschrieben. Die vielen Antithesen und der moralisierende Ton sind auffällig. Konons Quellen waren vermutlich vor allem mythologische Handbücher; sein Werk sollte den Leser hauptsächlich unterhalten, könnte aber auch als Beispiel für Redner und Dichter gebraucht worden sein. Neben der dem kappadokischen König Archelaos Patris gewidmeten Sammlung von Erzählungen, die rhetorische Bearbeitungen von Gründungsgeschichten, Aitiologien (Mythen, die den Ursprung einzelner Dinge beschreiben), Liebesgeschichten und verschiedene Ereignisse zum Inhalt hatten, schrieb Konon offenbar auch ein Werk über Italien und eine Herakleía.

## Ausgaben
- Ulrich Hoefer: Konon: Text und Quellenuntersuchung. Greifswald 1890 (Digitalisat).
- Felix Jacoby: Die Fragmente der griechischen Historiker. Teil 1: Genealogie und Mythographie. Neudruck mit Addenda und Corrigenda. Brill, Leiden 1957, Nr. 26.
- Malcolm Kenneth Brown: The Narratives of Konon. Text, translation and commentary on the Diegeseis (= Beiträge zur Altertumskunde. Band 163). Saur, München/Leipzig 2002, ISBN 3-598-77712-4.